# جمعه سیزدهم (فیلم ۲۰۰۹)
جمعه سیزدهم (انگلیسی: Friday the 13th) فیلمی در ژانر ترسناک است که در سال ۲۰۰۹ منتشر شد.

## بازیگران
- درک میرس
- نانا ویزیتور
- جرد پادالکی
- دانیل پانابیکر
- آماندا ریگتی
- تراویز وان وینکل
- جولیانا گیل
- آرون یو
- ویلا فورد
- رایان هانسن
- آرلن اسکارپتا
- بن فلدمن
- جاناتان سادوفسکی
- اِمـِریکا اُلیوُ